# Донечка
«Донечка» (рос. «Доченька») — російський радянський художній фільм 1987 року режисера Олександра Бланка.

## Сюжет
Юрія Іпатова за фінансові порушення зняли з роботи. Усвідомивши і глибоко переживши свою провину, він вирішує піти рядовим робітником на завод, де колись починав трудову діяльність. Однак, приймаючи таке рішення, Іпатов не очікував, що його улюблена дочка Наташа не тільки не схвалить цього вчинку, але і вважатиме принизливим для себе бути дочкою «маленької» людини...

## У ролях
- Ольга Машная
- Олена Соловей
- Юрій Богатирьов
- Наталія Попова
- Сергій Бистрицький
- Філіп Ізварин
- Нонна Мордюкова
- Анатолій Ромашин
- Віктор Сергачов
- Ольга Волкова
- Георгій Кавтарадзе
- Володимир Матвєєв
- Віктор Гоголєв
- Влада Садовська
- Олександр Стариков
- Анатолій Равикович
- Сергій Юртайкин
- Михайло Янушкевич
- Михайло Муромов

## Творча група
- Сценарій: Олексій Тімм
- Режисер: Олександр Бланк
- Оператор: Лев Бунін
- Композитор: Володимир Львовський